# Inabalável (álbum)
Inabalável é o álbum de estreia da banda de Pop rock cristão  Rota 33 , lançado pela gravadora AB Records em 2006.
A faixa de trabalho escolhida para este álbum foi “Pra Voltar Atrás” que se tornou um dos grandes sucessos da banda. A canção atrai pela qualidade musical e pela mensagem que fala de amor, comunhão com Deus e recomeço, de uma forma poética, bem ao estilo do líder Lenilton, que há 20 anos compõe músicas consagradas no segmento gospel. Outras faixas de destaque deste álbum são “É tão Pouco Dizer que Te Amo”, a balada romântica “Nossos Sonhos”, “Estou Aqui” e a dançante “Além dos Olhos”.

## Faixas
1. Pra Volta Atrás - 04:47 (Val Martins e Lenilton)
2. Quem Sou Eu - 04:21 (Lenilton)
3. Eu Não Te Esqueci - 04:25 (Lenilton)
4. Inabalável - 04:02 (Lenilton)
5. Filho Meu - 05:03 (Gerson Santos)
6. É Tão Pouco Dizer que Te Amo - 03:41 (Lenilton)
7. Estou Aqui - 04:05 (Lenilton)
8. Dependente Teu - 04:10 (Walmir Aroeira)
9. Entre os Querubins - 03:42 (Wagner Carvalho e Davi Fernandes)
10. Ao Amanhecer - 04:12 (Lenilton)
11. Além dos Olhos - 03:59 (Lenilton)
12. Nossos Sonhos - 04:40 (Lenilton)

## Créditos
- Produção e Arranjos: Jorjão Barreto e Lenilton
- Gravação: Estúdios Yahoo (Renato Luiz e Bagalha), RT33 (Lenilton, Anderson Mudesto e Daniel Villa Nova, WMC (Wagner Carvalho e Jill Viegas), RGA (Edinho e Paulo Fontes)
- Mixagem e Masterização: Renato Luiz
- Lead Vocal: Adriano
- Guitarras e Backing Vocal: Walmir Aroeira (lead vocal na faixa 08)
- Violão e Backing Vocal: Moisés Costa
- Teclados e Backing Vocal: Jorjão Barreto (lead vocal nas faixas 01, 05 e 12)
- Baixo e Backing Vocal: Lenilton (dueto na faixa 04)
- Bateria e Backing Vocal: Dílson Villa Nova (locução na faixa 10)